# William Turner (Mediziner)

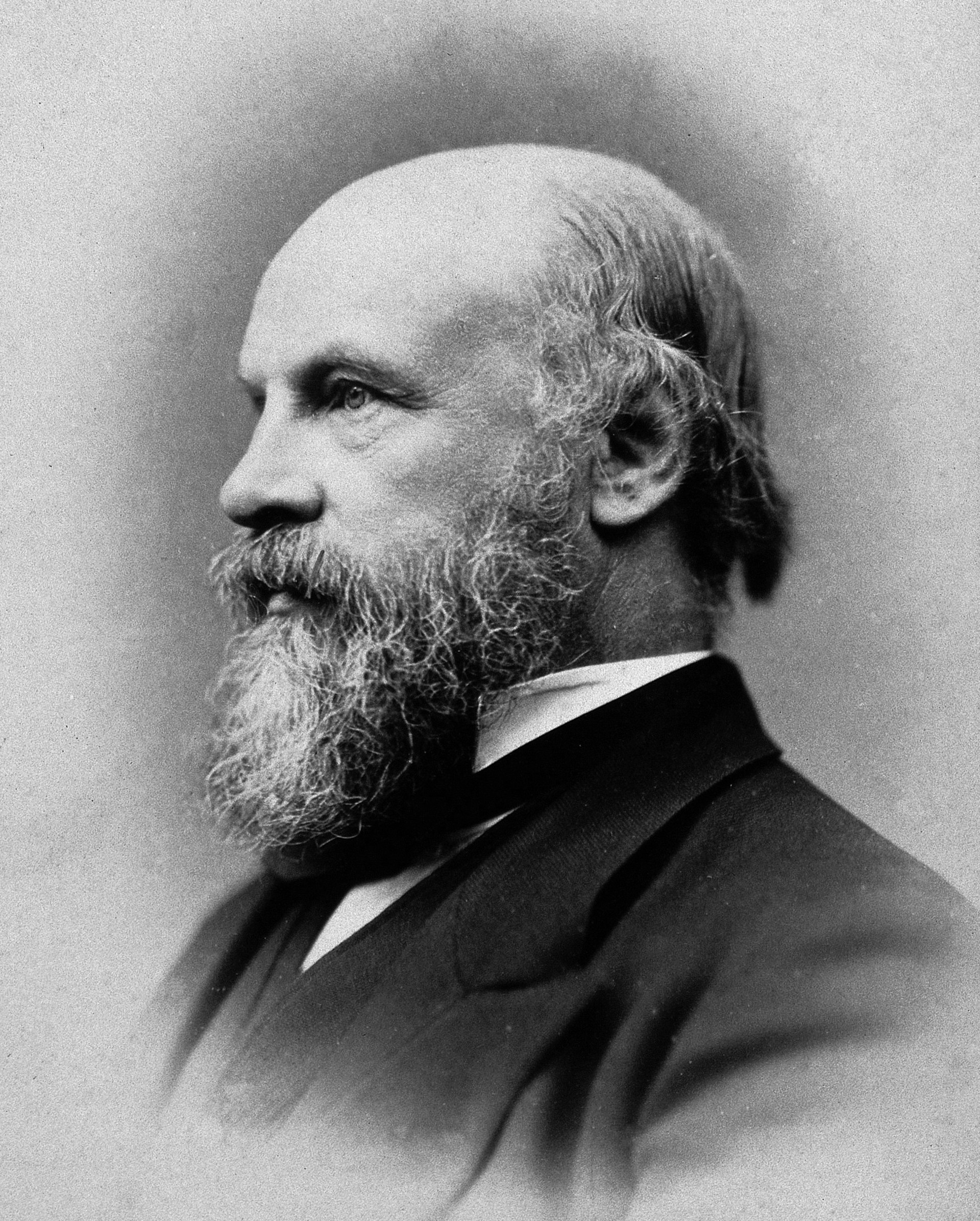
William Turner, vor 1882

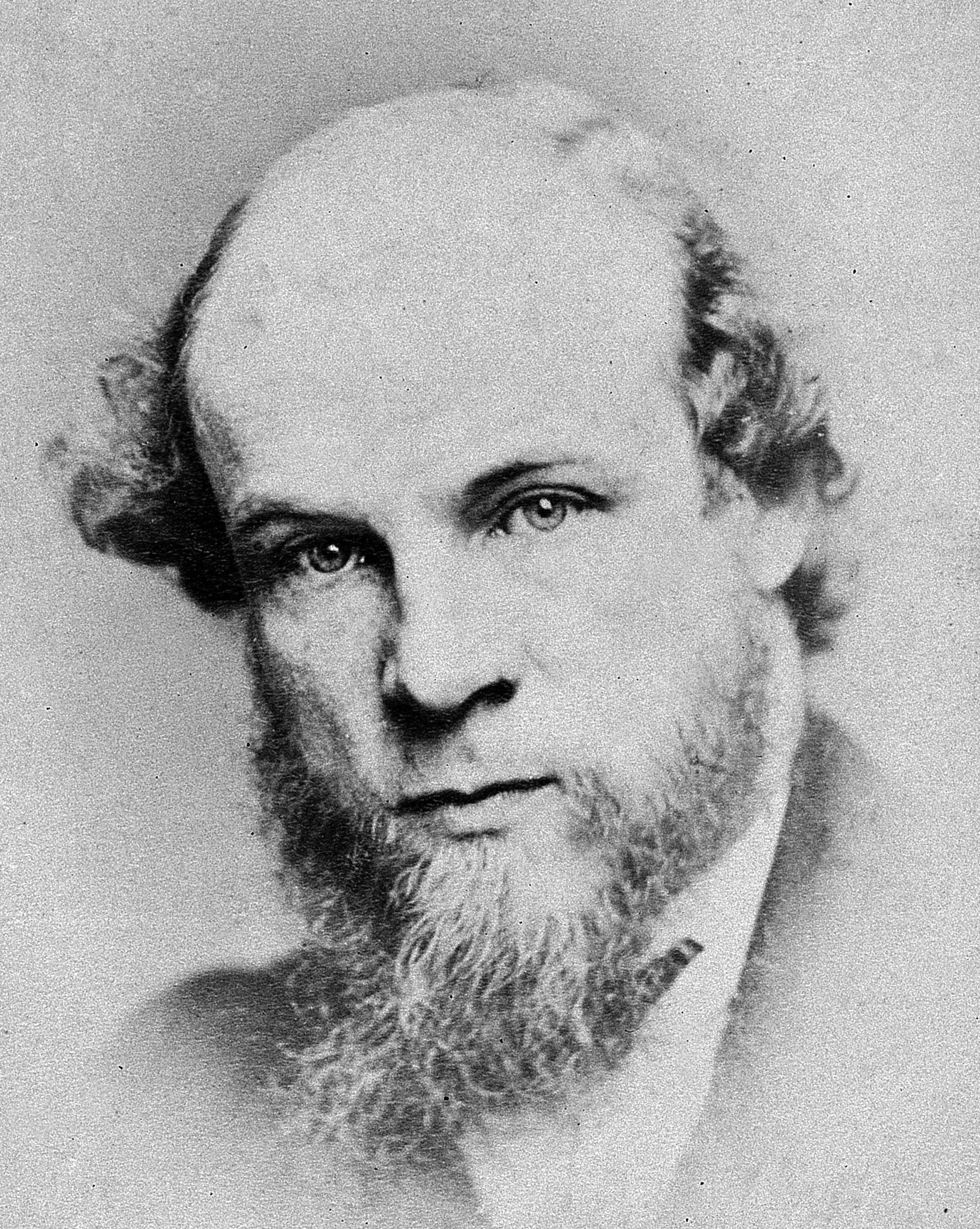
William Turner

Sir William Turner (* 7. Januar 1832 in Lancaster; † 15. Februar 1916 in Edinburgh) war ein britischer Anatom.

## Leben
William Turner wurde am 8. Januar 1832 als Sohn eines Englischen Vaters und einer Schottischen Mutter in Edinburgh geboren. Von 1850 bis 1854 studierte er am St Bartholomew’s Hospital in der City of London Medizin. In dieser Zeit freundete er sich mit George Rolleston an und wurde unter anderem von James Paget unterrichtet.
In Edinburgh übernahm er das Amt eines Demonstrators der Anatomie an der dortigen Universität. Insgesamt blieb er 62 Jahre an der University of Edinburgh, seit 1862 als Ordinarius für Anatomie. Ab 1903 bis zu seinem Tode 1916 war er Rektor der Universität.
Turner interessierte sich für mehrere medizinische Fachgebiete. Auch wenn die meisten seiner über 200 wissenschaftlichen Veröffentlichungen die deskriptive Anatomie, die vergleichende Anatomie und die Anthropologie betrafen, erstreckten sich seine wissenschaftlichen Untersuchungen auch auf die Gebiete der Physiologie, der Pathologie und der Histologie.
Sein Hauptwerk war der Atlas und Lehrbuch der menschlichen Anatomie und Physiologie.
William Turner wurde in den nicht vererblichen Ritterstand erhoben und am 17. August 1912 in den Orden Pour le Mérite als ausländisches Mitglied aufgenommen. Von 1908 bis 1913 stand er als Präsident der Royal Society of Edinburgh vor. Tuner war außerdem Mitglied der Royal Society. 1898 wurde er als korrespondierendes Mitglied in die Preußische Akademie der Wissenschaften aufgenommen.
William Turner starb im Alter von 84 Jahren in Edinburgh, wo er auf dem Dean Cemetery beigesetzt wurde.
Zwei seiner Söhne, William Aldren Turner (* 1864) und Arthur Logan Turner (* 1865) wurden ebenfalls Mediziner: wobei sich der Ältere im Fachbereich Neurologie spezialisierte, während der Jüngere Chirurg wurde.

## Schriften (Auswahl)
- On the relations of the convolutions of the human cerebrum to the outer surface of the skull and head. In: Journal of Anatomy and Physiology. Band 8, 1837, S. 142 ff.
- The Convolutions of the Brain: A Study in Comparative Anatomy. J Anat Physiol. 1890 Oct;25(Pt 1):105-53.